# Портативная игровая система

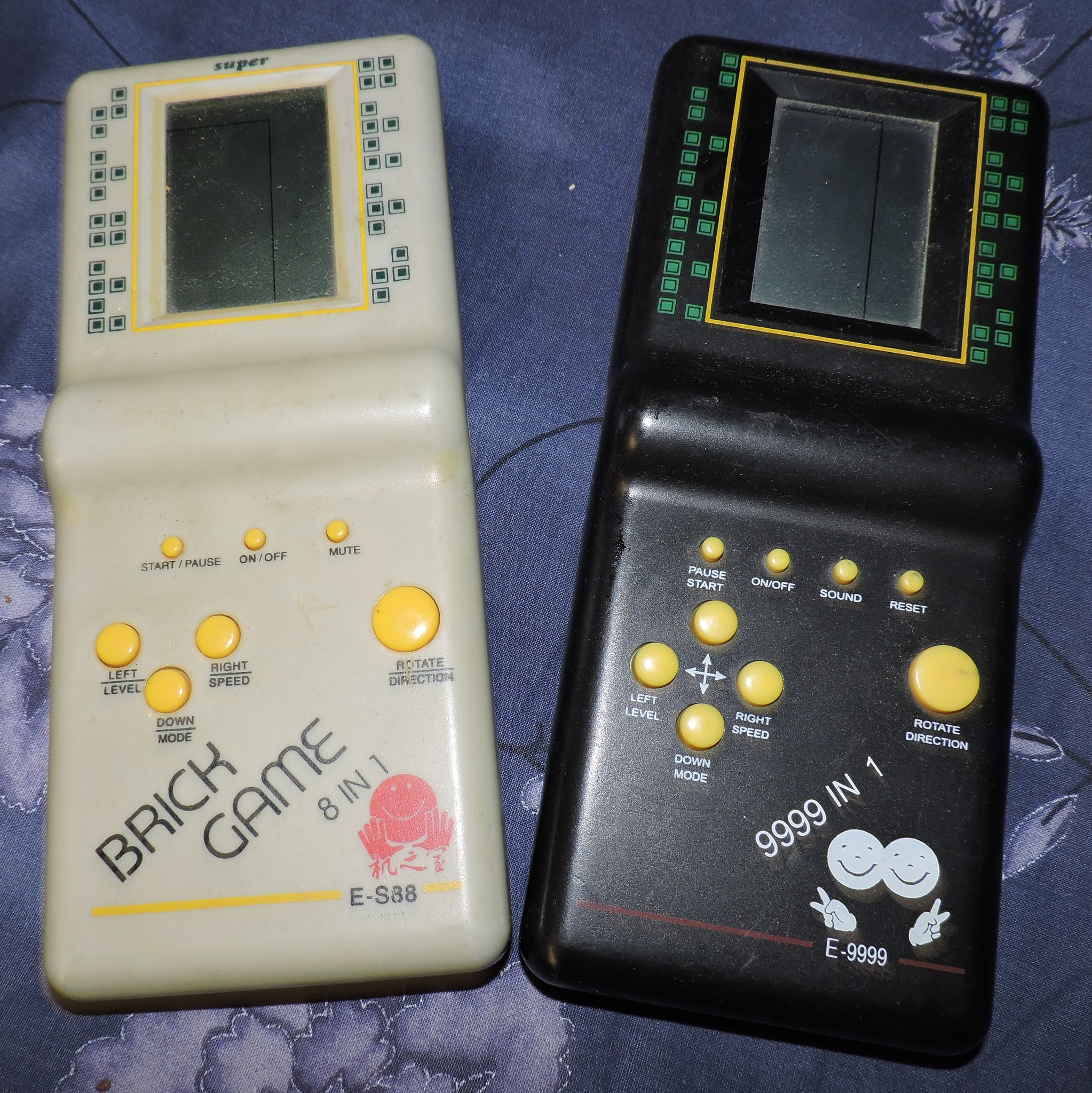
Консоль Brick Game, также известная в СНГ как «тетрис» из-за наличия в ней одноимённой игры

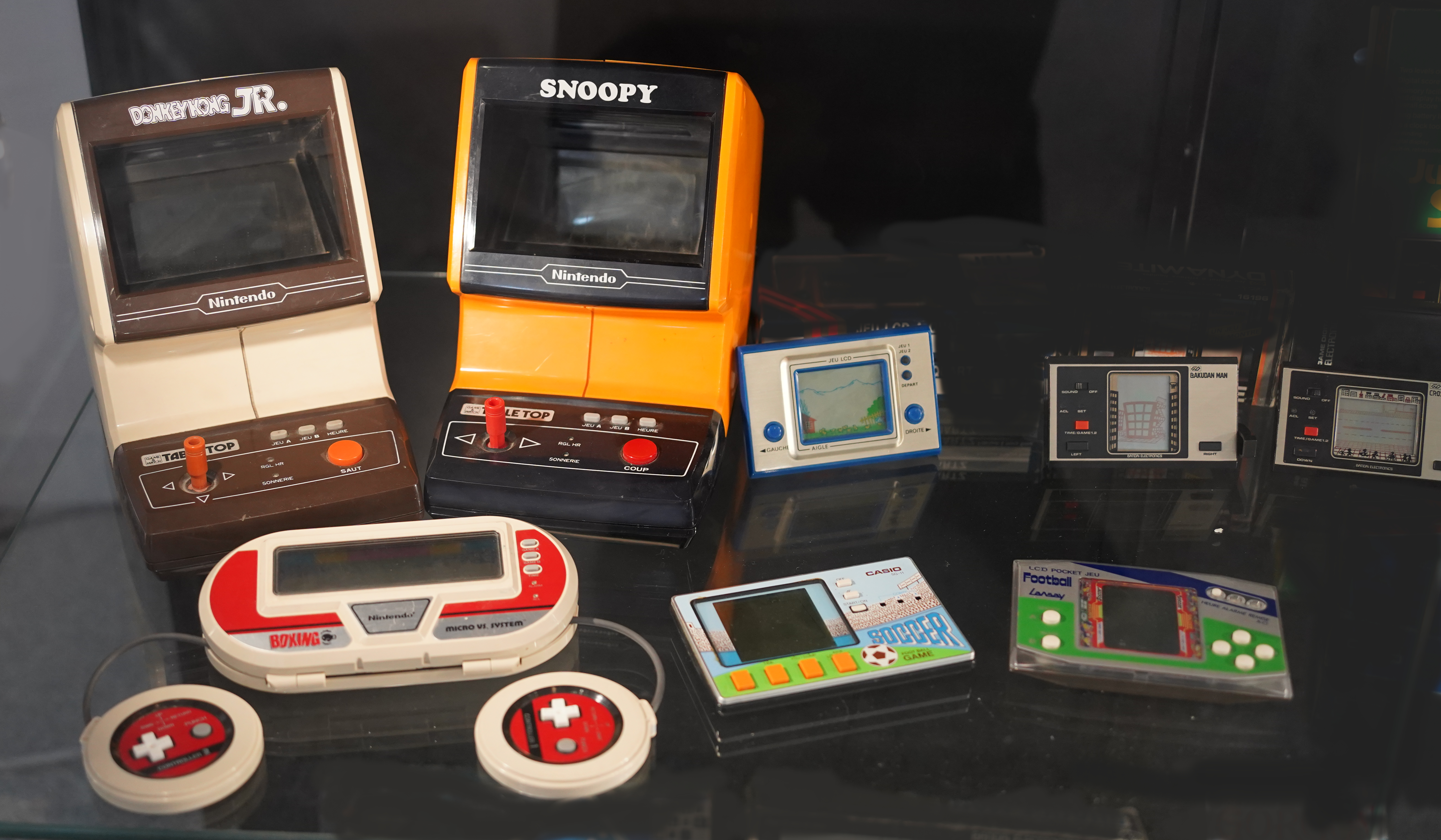
разные портативные игровые приставки

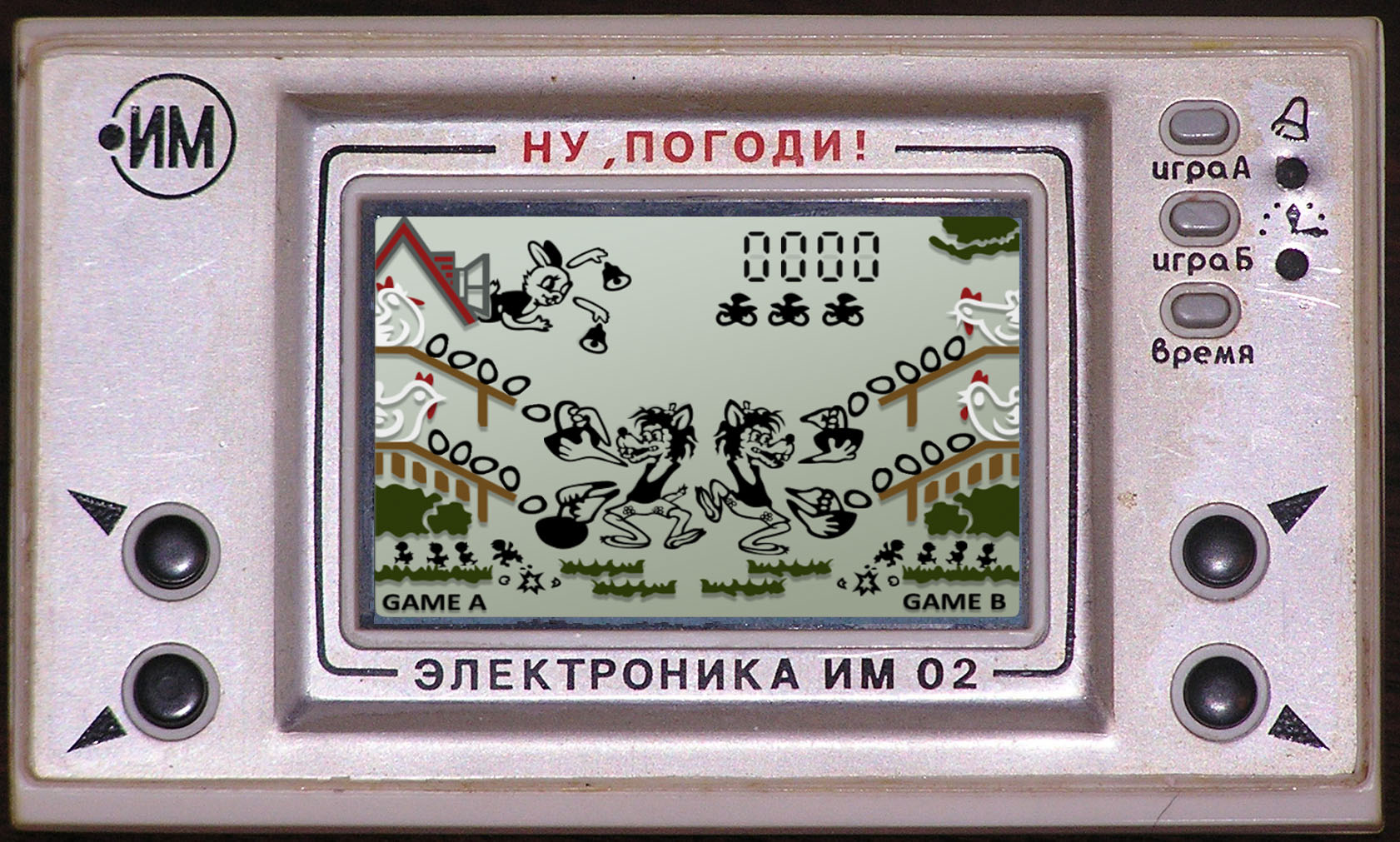
первая в СССР электронная портативная игровая приставка «Электроника» 1984 год

Портати́вная игрова́я систе́ма (портативная игровая приставка, портативная игровая консоль) — лёгкое, компактное, портативное электронное устройство, предназначенное для того, чтобы играть в видеоигры. От игровых приставок (игровых консолей) такие устройства отличаются компактностью и мобильностью; игровой контроллер, экран и звуковоспроизводящие элементы, как правило, являются здесь частью самого устройства.

## История
Первой в мире портативной электронной игровой системой считается Mattel Electronics Auto Race от 1976 года.
В 1970—1980-х годах несколько компаний, включая Coleco и Milton-Bradley, создавали лёгкие настольные либо наладонные электронные игры. Сегодня эти устройства не считаются игровыми консолями, поскольку обычно каждое такое устройство позволяло играть лишь в одну игру. Первой настоящей портативной консолью со сменными картриджами стала Milton Bradley Microvision, выпущенная в 1979 году. Компания Nintendo стала лидировать на рынке наладонных устройств после выпуска Game Boy в 1989 году.

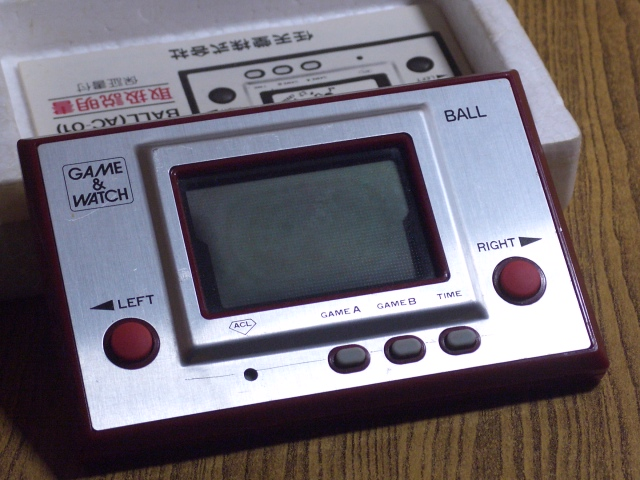
Game & Watch Ball, 1980

Начиная с 1980 года Nintendo стала выпускать серию компактных игр Game & Watch, разработанных Гумпэй Ёкои (в СССР аналогом этих устройств были изделия под торговой маркой «Электроника»). Использовав достижения, позволившие сделать микрокалькуляторы размером с кредитную карту, этот инженер разработал игровое устройство с экраном на жидких кристаллах, в углу которого располагался цифровой индикатор-часы. В более поздних играх серии впервые появился контроллер D-pad, позволяющий указывать направление движения персонажа. Позже Ёкои использовал D-pad для контроллера консоли NES, и вскоре после этого D-pad стал стандартным элементом игровых контроллеров. В ходе разработки Game Boy Ёкой использовал элементы дизайна Game & Watch и NES, включая в том числе и D-pad.
В конце 1980-х — начале 1990-х рынок портативных игровых устройств показал новый подъём. Устройства с цветным ЖК-дисплеем и подсветкой потребляли относительно много энергии, что сильно сокращало время работы от батареи, чёрно-белый же экран без подсветки был довольно экономичен. На тот момент технологии портативных перезаряжаемых источников питания были ещё довольно незрелыми — в этом кроется причина того, что гораздо более продвинутые консоли, такие как Game Gear и Atari Lynx не достигли такого успеха, как Game Boy. На рынке предлагались аккумуляторы от сторонних производителей, но все они использовали технологию NiCd, требующую для максимальной эффективности полностью разряжать аккумулятор перед зарядкой. Более современные NiMH аккумуляторы появились лишь в конце 1990-х, спустя годы после того как Game Gear, Atari Lynx и оригинальный Game Boy были сняты с производства.
Современные портативные устройства, такие как Nintendo DS или Sony PSP, используют перезаряжаемые Li-Ion батареи подходящего размера. Другие консоли седьмого поколения, как например GP2X, работают на щелочных батарейках.

### Game Boy

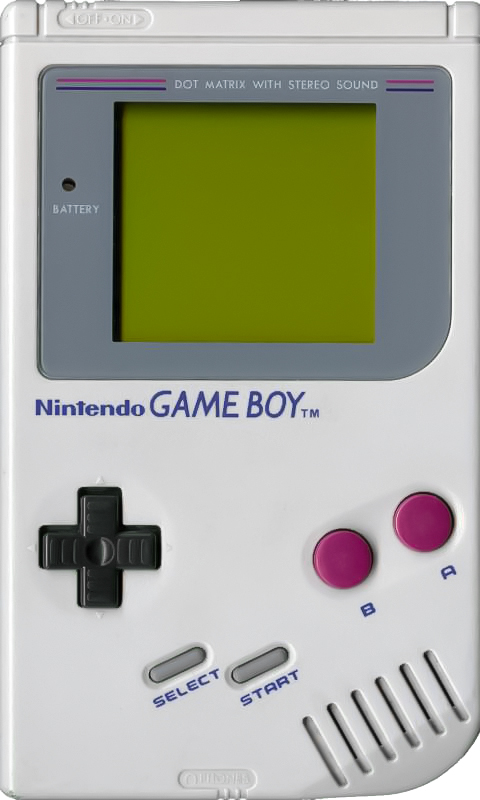
Game Boy

Nintendo выпустила Game Boy в 1989 году. Команду разработчиков новой портативной консоли возглавлял Гумпэй Ёкои, будучи также ответственным за серию Game & Watch и две игры для NES — Metroid и Kid Icarus. Game Boy выходил на рынок под внимательным взором критиков, говоривших, что монохромный экран устройства слишком мал, а мощность процессора неадекватна. Но разработчики верили, что забота о низкой цене и экономии батареи очень важна, и по сравнению с Microvision, Game Boy сделал большой шаг вперёд.
Ёкои понимал, что новому устройству нужна по крайней мере одна игра, которая станет определяющей для консоли, с тем, чтобы покупатели стали бы покупать консоль ради этой игры. В июне 1988 года исполнительный директор Nintendo Минору Аракава продемонстрировал игру Тетрис на торговой выставке. Nintendo приобрела права на игру и предоставляла её вместе с Game Boy. Практически сразу эта пара стала хитом продаж.
Позже, в 1996 году выходит новая модель — Game Boy Pocket (которая была меньше оригинала на 30 %), а в 1998 году — Game Boy Light. Но самой главной новой моделью становится Game Boy Color (вышедшая в 1999 году), которая обладает цветным дисплеем. Для Game Boy Color Nintendo создаёт цветные версии своих игр (например, переиздание The Legend of Zelda: Link’s Awakening DX со добавлением «DX» в конце.
В итоге, Game Boy (и все модели линейки) разошлись в более чем 118 млн устройств по всему миру.

### Atari Lynx
В 1987 году компания Epix завершила разработку Handy — портативного игрового устройства, которое легло в основу Atari Lynx — портативной консоли, выпущеной в 1989 году. Это была первая цветная портативная игровая система, первая система с подсветкой экрана, и первая система с поддержкой сетевой игры (до 17 игроков). Lynx можно было перевернуть, адаптировав для левшей. Однако, все эти возможности предлагались по довольно высокой цене, что заставляло потребителей искать более дешёвые альтернативы. Консоль была довольно громоздкой, быстро истощала заряд батареек и, в отличие от других приставок, не имела поддержки сторонних производителей. Из-за высокой цены, малого времени работы от батарей, недостаточных объёмов производства, недостатка хороших игр и агрессивной маркетинговой кампании Nintendo, несмотря на редизайн консоли в 1991 году, Lynx оказался коммерческим провалом. Но несмотря на это, такие компании как Telegames помогали консоли «держаться на плаву» ещё долгое время, и когда новый владелец Hasbro отдал права на разработку в общественное достояние, независимые разработчики, такие как Songbird, даже выпускали коммерческие игры для этой системы, каждый год до 2004 года.

### Turbo Express

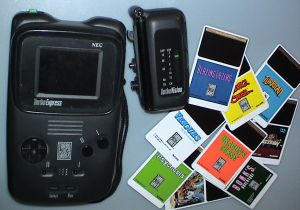
TurboExpress с TurboVision и карточками игр

TurboExpress — это портативная версия консоли TurboGrafx-16, выпущенная в 1990 году по цене 249,99 долл. (в 1992 году цена опустилась до 199,99 долл.). Это японский эквивалент PC Engine GT.
Для своего времени это была наиболее продвинутая портативная игровая консоль. Использовались игры от TurboGrafx-16, которые поставлялись на небольших карточках HuCard, размером с кредитную карту. Устройство работало на двух процессорах 6820 на частоте 3,58 МГц, располагало 64 КБ ОЗУ, экраном с диагональю в 66 мм (как у Game Boy), отображало одновременно до 64 спрайтов в 512 цветах.
Отдельно можно было приобрести ТВ-тюнер TurboVision, что позволяло использовать TurboExpress как видеомонитор.
TurboLink позволял связать два устройства для игры друг с другом, но было очень мало игр, поддерживающих этот режим.

### Game Boy Advance

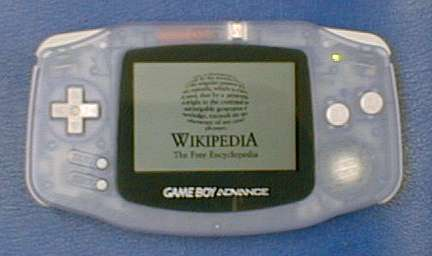
Game Boy Advance

В 2001 году Nintendo выпустила Game Boy Advance, увеличив экран по сравнению с экраном Game Boy Color и производительность устройства и добавив две «плечевые» кнопки.
Спустя ещё два года, дизайн консоли был вновь переработан — появилась Game Boy Advance SP, более компактная, в форм-факторе «раскладушки». Сохранилась совместимость с играми Game Boy Advance.
В 2005 году была выпущена ещё более компактная версия — Game Boy Micro.
Было продано всего около 81,5 млн устройств по всему миру

### N-Gage
Nokia выпустила N-Gage в 2003 году. Устройство разрабатывалось как комбинация MP3-плеера, сотового телефона, КПК, радио и игрового устройства.

### Nintendo DS

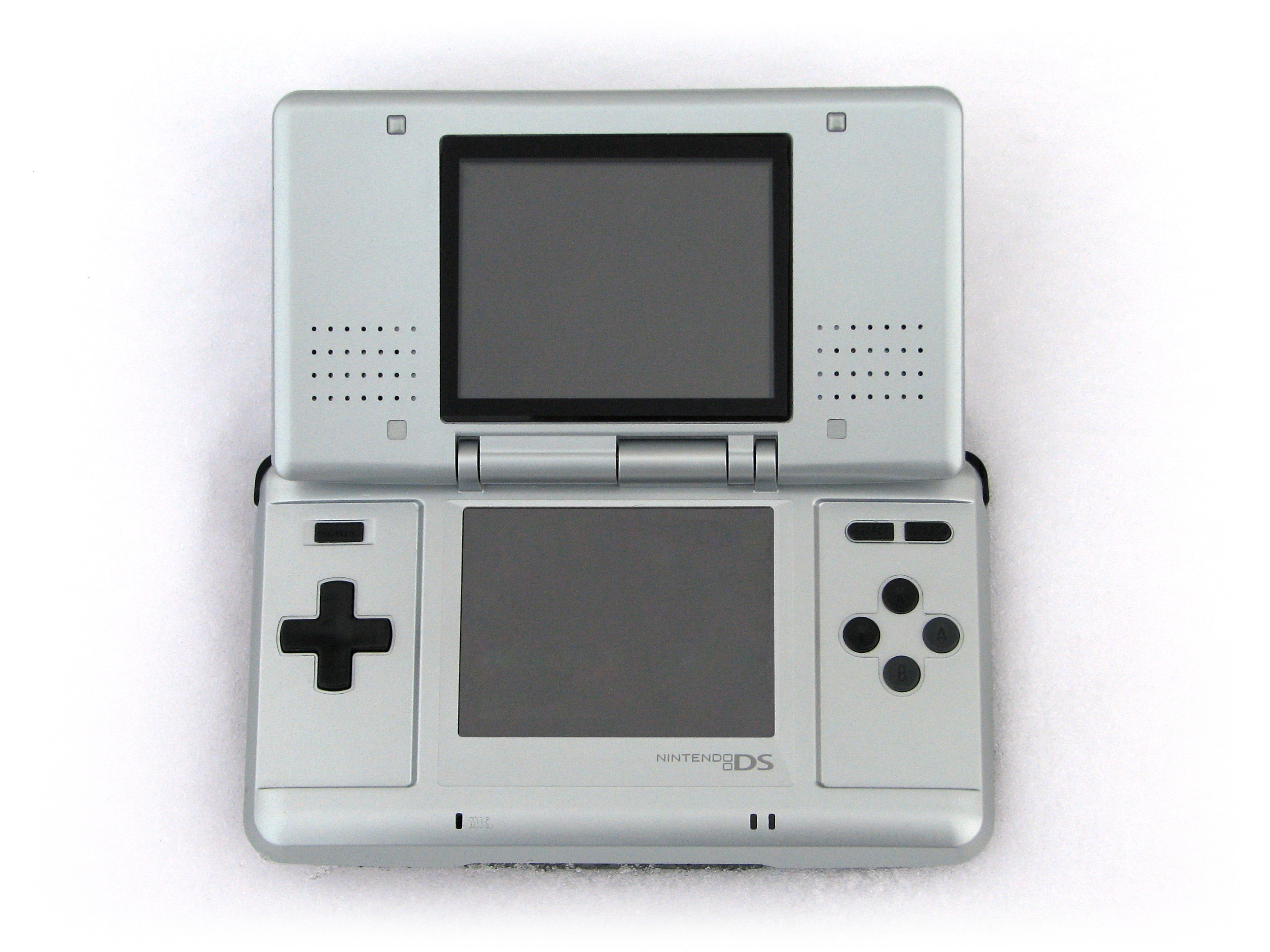
Nintendo DS

Nintendo DS была выпущена в ноябре 2004 года. Среди новых возможностей было разделение на два экрана, сенсорный экран, беспроводная связь и микрофон. Как и в Game Boy Advance SP, DS имеет дизайн «раскладушки». Нижний экран чувствителен к нажатию и предназначен для касания стилусом или пальцами. Кроме того, имеется и набор «классических» элементов управления — D-pad, кнопки A, B, X, Y, «плечевые» кнопки, «Select» и «Start». Есть возможность подключения по WiFi к сервису Nintendo Wi-Fi Connection, либо образование локальной беспроводной сети (до 16 игроков) для совместной игры. Сохраняется обратная совместимость с играми для Game Boy Advance, но не Game Boy / Game Boy Color.
В январе 2006 года Nintendo представила обновлённую версию DS — Nintendo DS Lite (выпущена в продажу 2 марта 2006 в Японии), более лёгкую, с более «гладким» дизайном, более долгим сроком автономной работы.
В октябре 2008 года Nintendo анонсировала Nintendo DSi, при тех же размерах имеющую большие экраны, плюс две камеры. Слот GBA был заменён на слот SD-карты, и добавлена внутренняя флеш-память для хранения загружаемых игр. 1 ноября 2008 года DSi выпущена в Японии и в апреле 2009 года — в Северной Америке и Европе.
К концу производства, суммарные продажи Nintendo DS, DS Lite и DSi по всему миру составили чуть больше 154 млн устройств, становясь самой продаваемой портативной консолью за всю историю.

### PlayStation Portable

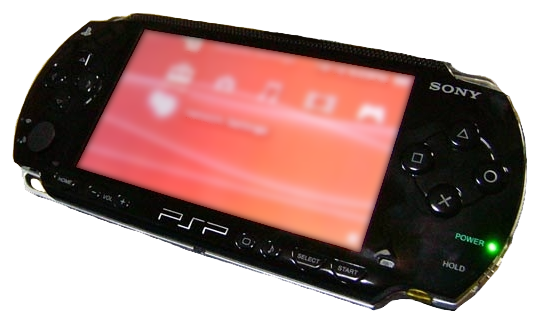

Sony PlayStation Portable была анонсирована на выставке E3 2003, была впервые продемонстрирована 11 мая 2004 года на пресс-конференции Sony в рамках E3 2004. В продажу консоль поступила 12 декабря 2004 года в Японии, 24 марта 2005 года в Северной Америке, и 1 сентября 2005 года в PAL-регионе.
Sony PlayStation Portable стала первой портативной консолью, использующей оптический диск — собственного формата Universal Media Disc (UMD) — в качестве основного носителя данных. Другие отличительные черты PSP — это большой широкоформатный экран, мультимедиа возможности, а также способность подключаться к PlayStation 3, другим PSP и даже сети Интернет.
В начале 2011 года была анонсирована PlayStation Vita с двумя аналоговыми стиками, сенсорным экраном и мультитач панелью сзади.
Спустя некоторое время Vita была заброшена, так как компания Sony переключилась на домашние консоли.

### Nintendo 3DS
Основная статья: Nintendo 3DS
Nintendo 3DS, наследник DS, выходит в Японии 26 февраля 2011 года, в остальных регионах в марте 2011 года.
Главной особенностью консоли стала способность создания 3D-эффекта за счёт автостереоскопии, без использования специальных очков. В отличие от предшественницы, консоль обзавелась аналоговым стиком.
Как и DS, у консоли было много версий — Nintendo 3DS XL, Nintendo 2DS (Без 3D-эффекта), New Nintendo 3DS, New Nintendo 3DS XL и New Nintendo 2DS XL.
К концу производства, к сентябрю 2020 года было продано в общей сложности больше 75 млн. 3DS.

### Nintendo Switch

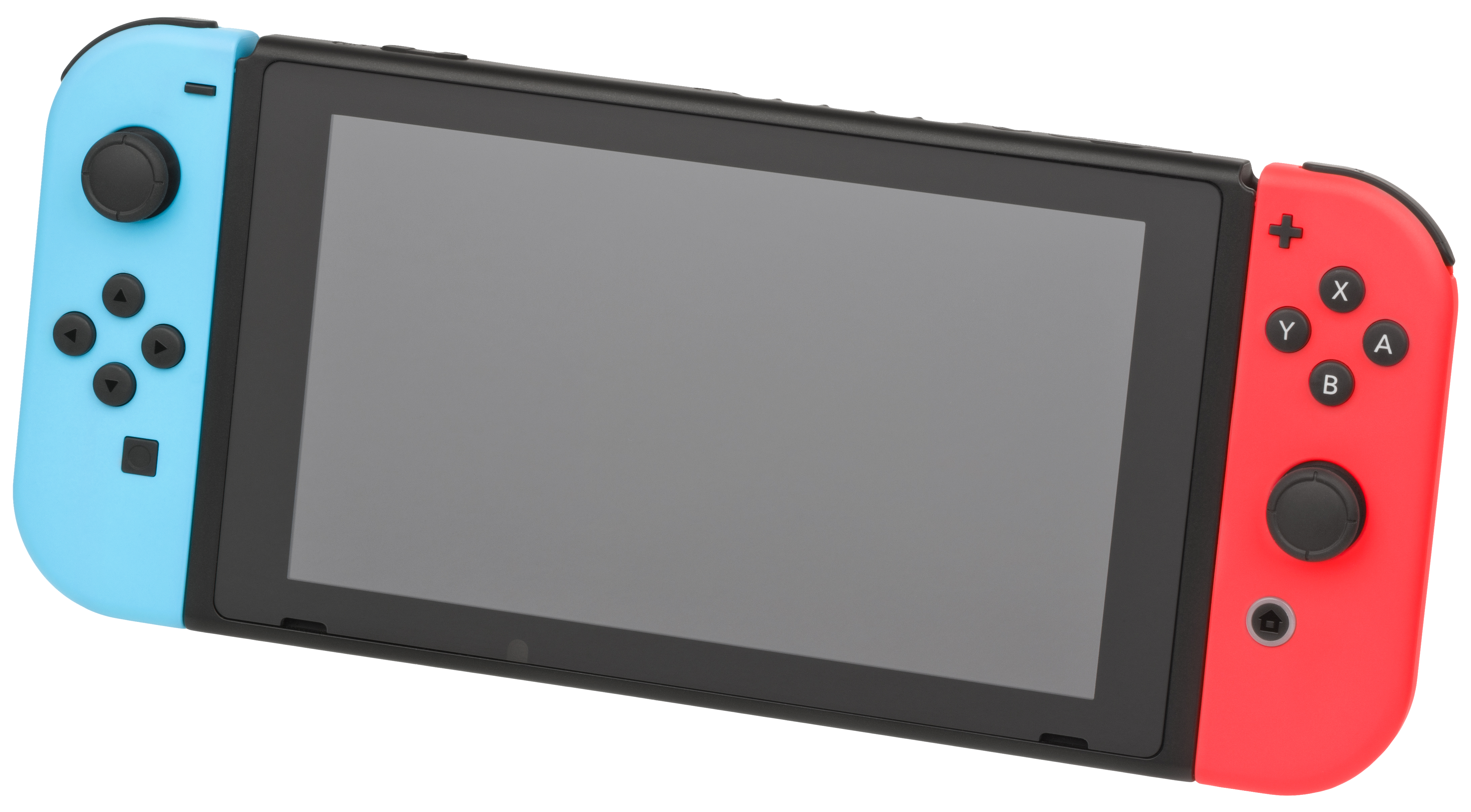

Nintendo Switch — это гибридная консоль, которую можно использовать как портативную, так и вставлять в док-станцию, подключённую к телевизору. Приставка оснащена двумя отсоединяемыми беспроводными контроллерами Joy-Con. 20 сентября 2019 года была выпущена версия устройства, предназначенная только для портативного использования и получившая название Nintendo Switch Lite.
К 30 сентября 2019 года, всего через 10 дней после выхода на рынок, было продано около 1,95 миллиона устройств по всему миру.

### PC-совместимые
Steam Deck, Asus ROG Ally (2023) и другие.